# Egle longipalpis
Egle longipalpis är en tvåvingeart som först beskrevs av Malloch 1924.  Egle longipalpis ingår i släktet Egle och familjen blomsterflugor. Inga underarter finns listade i Catalogue of Life.